# NGC 3881
NGC 3881 في الفهرس العام الجديد، هي مجرة، تقع في كوكبة الدب الأكبر. اكتشفت في 29 أبريل 1827 بواسطة جون هيرشل.

## روابط خارجية
- NGC 3881 على موقع ويكي سكاي: DSS2, SDSS, GALEX, IRAS, Hydrogen α, X-Ray, Astrophoto, Sky Map, Articles and images